# 霍利 (明尼蘇達州)
霍利（英語：Hawley）是一個位於美國明尼蘇達州克萊縣的城市。

## 人口
根據2020年美國人口普查的數據，霍利的面積為6.38平方千米，當中陸地面積為6.37平方千米，而水域面積為0.01平方千米。當地共有人口2219人，而人口密度為每平方千米348人。